# Oxid cínatý
Oxid cínatý (SnO) je společně s oxidem cíničitým jedním ze dvou oxidů cínu, cín je v něm přítomen v oxidačním čísle II. Vzniká mimo jiné žíháním cínu:
2 Sn + O2 → 2 SnO (touto reakcí Antoine Lavoisier dokázal platnost zákona o zachování hmotnosti).